# Прочтение
«Прочтение» — сайт, а в 2007—2009 годы также журнал о литературе. Публикует рецензии на литературные произведения и отрывки из книжных новинок. Первоначально проект, организованный Арсением Шмарцевым, существовал в форме сайта в интернете. Первый бумажный номер вышел в январе 2007 года, последний — в июне 2009 года. Редакция журнала находилась в Санкт-Петербурге. 
В 2007 году журнал завоевал первый приз Всероссийского конкурса проектов и идей по реализации Национальной программы поддержки и развития чтения в номинации «Лучший проект». С 2008 по 2013 год поддерживался Федеральным агентством по печати и массовым коммуникациям. С середины 2008 года до начала 2010 года с проектом сотрудничал писатель Вячеслав Курицын. В издании также публиковались в разное время Ксения Букша, Артём Серебряков, Андрей Аствацатуров, Андрей Степанов, Вадим Левенталь, Ольга Брейнингер и другие.